# یواس‌اس مرکوری (ای‌کی-۴۲)
یواس‌اس مرکوری (ای‌کی-۴۲) (به انگلیسی: USS Mercury (AK-42)) یک کشتی بود که طول آن ۴۵۹ فوت ۲ اینچ (۱۳۹٫۹۵ متر) بود. این کشتی در سال ۱۹۳۹ ساخته شد.